# Hypereteone fauchaldi
Hypereteone fauchaldi är en ringmaskart som först beskrevs av Kravitz och Jones 1979.  Hypereteone fauchaldi ingår i släktet Hypereteone och familjen Phyllodocidae. Inga underarter finns listade i Catalogue of Life.